# ويليام أوكالاغان
الفريق ويليام "بول" أوكالاغان (بالأيرلندية: Liam Ó Céallachgáin) (3 يوليو 1921 - 26 ديسمبر 2015) كان ضابطًا بالجيش الأيرلندي.